# Markquis Nowell
Markquis Morris Nowell  (ur. 25 grudnia 1999 w Nowym Jorku) – amerykański koszykarz, występujący na pozycji rozgrywającego, od 2023 zawodnik Toronto Raptors oraz zespołu G-League – Raptors 905.
W 2023 reprezentował Toronto Raptors podczas rozgrywek letniej ligi NBA w Las Vegas.

## Osiągnięcia
Stan na 1 grudnia 2023, na podstawie, o ile nie zaznaczono inaczej.
NCAA
- Uczestnik rozgrywek Elite 8 turnieju NCAA (2023)
- Mistrz sezonu regularnego konferencji Sun Belt (2020)
- Laureat nagród:
  - Bob Cousy Award (2023)
  - Jack Hartman Top Defensive Player Award (2022)
  - Keith Amerson Academic Award (2022)
  - Bob Boozer Courage Award (2022)
- MVP turnieju Cayman Islands Classic (2022)
- Zaliczony do:
  - I składu:
    - Big 12 (2023)
    - Sun Belt (2020)
    - defensywnego Big 12 (2022, 2023)
    - turnieju:
      - Cayman Islands Classic (2022)
      - All-Region NCAA (2023)

  - II składu:
    - All-American (2023 przez CBS Sports/Rush The Court)
    - Academic All-Big 12 (2023)

  - III składu All-American (2023 przez AP, USBWA, NABC, SN)
  - składu:
    - honorable mention Big 12 (2022)
    - Fall 2021 Big 12 Commissioner’s Honor Roll
- Ustanowił rekord turnieju NCAA w liczbie asyst, uzyskanych w jednym meczu (2023 – 19)
- Koszykarz tygodnia:
  - NCAA (19.01.2023)
  - konferencji:
    - Big 12 (28.11.2022, 9.01.2023, 27.02.2023)
    - Sun Belt (19.11.2019, 3.12.2019, 3.02.2020)
- Lider:
  - NCAA w liczbie strat (2023 – 132)
  - konferencji Big 12 w:
    - średniej:
      - asyst (2023 – 8,2)
      - przechwytów (2022 – 2,2, 2023 – 2,6)
      - rozegranych minut (2023 – 36,9)

    - liczbie:
      - asyst (2023 – 92)
      - celnych (88) i oddanych (248) rzutów za 3 punkty (2023)
      - celnych (185) i oddanych (206) rzutów wolnych (2023)
      - strat (2023 – 132)

    - skuteczności rzutów wolnych (2023 – 88,9%)

  - konferencji Sun Belt w:
    - liczbie celnych rzutów za 3 punkty (2020 – 77)
    - skuteczności rzutów:
      - wolnych (2020 – 87,9%)
      - za 3 punkty (2020 – 39,1%)